# 花咲くまにまに
『花咲くまにまに』（はなさくまにまに）は、2013年11月21日にMAGES.（5pb.）から発売されたPSP、PS3用女性向け恋愛アドベンチャーゲーム。2014年9月25日には新要素を追加したPS Vita版が発売された。

## 登場人物

### メインキャラクター
望月 七緒（もちづき なお）
本作の主人公。（名前変更可能）
谷 和助（たに わすけ）
声 - 鈴村健一
白玖（はく）
声 - 櫻井孝宏
藤重 宝良（ふじしげ たから）
声 - 岡本信彦
藤重 辰義（ふじしげ たつよし）
声 - 保志総一朗
倉間 楓（くらま かえで）
声 - 浪川大輔

### サブキャラクター
藤重 燈太（ふじしげ とうた）
声 - 皆川純子
藤重 清次郎（ふじしげ せいじろう）
声 - 楠大典
赤根 武人（あかね たけと）
声 - 宮野真守
浅野 長政（あさの ながまさ）
声 - 木内秀信
清菊（きよぎく）
声 - 甲斐田裕子
鈴音（すずね）
声 - 内田真礼
周防 利吉（すおう りきち）
声 - 上田燿司

坂本 龍馬（さかもと りょうま）
声 - 阪口周平

西郷 隆盛（さいごう たかもり）
声 - 蓮岳大

中岡 慎太郎（なかおか しんたろう）
声 - 鈴木裕斗

宮城 彦輔（みやぎ ひこすけ）
声 - 武藤正史

吉乃（よしの）
声 - 水杜明寿香

## 主題歌
PSP、PS3版
オープニングテーマ「悠久ノ空咲ク花」
歌 - いとうかなこ / 作詞 - 橋詰亮子 / 作曲 - 鳥海剛史 / 編曲 - 悠木真一
エンディングテーマ「泡沫ノ花」
歌 - marina / 作詞 - タイラヨオ / 作曲・編曲 - 大橋莉子
イメージソング「morning glory」
歌・作詞 - いとうかなこ / 作曲 - いとうかなこ・磯江俊道 / 編曲 - 磯江俊道
PS Vita版
オープニングテーマ「花ノ輪舞曲」
歌・作詞 - いとうかなこ / 作曲 - 要田健 / 編曲 - 関口Ｑ太
エンディングテーマ「運命ノ花」
歌 - marina / 作詞 - タイラヨオ / 作曲 - 大橋莉子 / 編曲 - Tak Miyazawa

## 関連商品

### CD
主題歌
メディアファクトリーより発売。
- 悠久ノ空咲ク花（2013年11月27日発売）

ドラマCD
メディアファクトリーより発売。
- 花咲くまにまに ドラマCD ～School of Dreams～（2014年8月27日発売）

5pbより発売。
- 花咲くまにまに～吸血鬼の館～（2015年6月24日発売）
- 花咲くまにまに 落花流水 其ノ壱 谷和助・藤重宝良編（2015年6月24日発売）
- 花咲くまにまに 落花流水 其ノ弐 白玖・藤重辰義編（2015年7月22日発売）
- 花咲くまにまに 落花流水 其ノ参 倉間楓編（2015年7月22日発売）

キャラクターソング
マリン・エンタテインメントより発売
- 花咲くまにまに キャラクターソングCDシリーズ 鏡歌水月（2016年1月27日発売）
- 花咲くまにまに キャラクターソングCDシリーズ 百歌爛漫（2016年2月24日発売）

### 書籍
漫画
KADOKAWA/アスキー・メディアワークスより発売。電撃Girl's Style連載、書き下ろしあり。作画：あしか望。
- 花咲くまにまに（2014年1月22日発売、ISBN 978-4048661911）

ファンブック
一二三書房より発売。
- 花咲くまにまに 公式ファンブック（2014年10月29日発売、ISBN 978-4891992743）